# Deinopis tuboculata
Deinopis tuboculata là một loài nhện trong họ Deinopidae.
Loài này thuộc chi Deinopis. Deinopis tuboculata được miêu tả năm 1926 bởi Franganillo.